# Ski Association of Japan
Die Ski Association of Japan (SAJ; englisch für [kōeki zaidan-hōjin] Zen-Nihon sukī renmei, japanisch [公益財団法人]全日本スキー連盟, etwa „[gemeinnützige Stiftung] All-Japanischer Skibund“) ist die im Jahr 1925 gegründete Dachorganisation japanischer Ski-Vereine. Die private Organisation hat ihren Sitz im Kishi-Gedenk-Sporthaus im Tokioter Stadtteil Jinnan in Shibuya, Präfektur Tokio, und arbeitet seit 1973 nicht-gewinnorientiert als Stiftung. Im Jahr 2013 beurkundete das Staatskabinett den Status als kōeki zaidan hōjin.

## Vorgeschichte
Ein erster japanischer Ski-Club etablierte sich im Jahr 1911, nachdem der österreichische Major Theodor von Lerch Interessierten am Berg Kanaya in Niigata Unterricht im Skifahren erteilt hatte.
Bereits im Jahr 1922 gründete sich die erste All-japanische Ski-Dachorganisation, die alle Amateur-Clubs zusammenfasste: die Amateur Sports Association. 1923 organisierte sie die erste japanische Skimeisterschaft, die in der Umgebung von Hokkaido Otaru City, in Midorigaoka, stattfand.
Am 15. Februar 1925 erfolgte die Gründung der All Japan Ski Association als Interessenvertreter aller bis dahin entstandenen 20 Regionalvereine. Dieses Datum gilt später als Gründungstag der SAJ.
Zum Präsidenten wurde Masatane Inada gewählt. Diese Organisation wurde zugleich Mitglied der All-Japan Sports Federation. Im Jahr 1926 erfolgte die Aufnahme in die Fédération Internationale de Ski (FIS).
An den Zweiten Olympischen Winterspielen 1928 in Sankt Moritz nahmen erstmals sechs japanische Sportler teil.
Doch erst ab 1930 wurde der Skisport bekannter, als die japanische Regierung den Österreicher Hannes Schneider anstellte, um am Berg Fuji Skiunterricht zu erteilen und Skitouren durch das Land zu veranstalten (als Arlberg skiing bekannt geworden). In der Folge entstanden in weiteren Orten anderer Landesteile ebenfalls Ski-Vereine und übergeordnete Organisationen.
Das Japanische Ministerium für Bildung finanzierte in der Wintersaison 1931 ein erstes umfassendes Skitraining. – Bei den dritten Olympischen Winterspielen in Lake Placid belegte der Japaner Gorō Adachi beim Skispringen einen achtbaren achten Platz.
Im Jahr 1933 ging die Ōkurayama-Sprungschanze in Sapporo in Betrieb, die Springer erreichten Weiten um die 30 Meter. Das IOC hatte im gleichen Jahr die Ausrichtung der 5. Olympischen Winterspiele nach Japan vergeben, die Durchführung scheiterte am Ausbruch des Zweiten Weltkriegs. Im gleichen Jahr hatte die Ausbildung einheimischer Skitrainer begonnen.
Die All Japan Ski Association wurde im 23. April 1941 durch das Ministerium für Gesundheit und Wohlfahrt in eine Stiftung umgewandelt. Die damit geplante Gründung einer nationalen Organisation wurde wegen des Zweiten Weltkriegs verschoben.
Nach dem Ende des Zweiten Weltkriegs organisierte die Skivereinigung ab 1946 wieder nationale Meisterschaften, die All Japan Ski Championships.

## Organisatorische Änderung und die weitere Entwicklung ab 1951
Die vor dem Krieg begonnenen Aktivitäten führten dazu, dass im Jahr 1951 Vertreter aller Präfektur-Ski-Vereine den vorhandenen Nationalen Skiverband Japans in die Ski Association of Japan umwandelten. Der infolge des Zweiten Weltkriegs beschlossene Ausschluss Japans aus der FIS wurde rückgängig gemacht.
Skilaufen, Skispringen, Ski Alpin und alle anderen Wintersportarten breiteten sich in Japan unaufhaltsam aus, vor allem nachdem im Jahr 1956 Chiharu Igaya in der Alpinen Kombination die erste Silbermedaille für Japan bei den Olympischen Winterspielen gewonnen hatte. Zusätzlich zum Volkssport fasste der Leistungssport endgültig Fuß. Geeignete Sportanlagen wurden angelegt und die Infrastruktur ausgebaut. In den 1960er Jahren gab es viele lokale Skivereine in japanischen Wintersportgebieten, die sich – teilweise auch schon früher – in der jeweiligen Präfektur zu größeren Organisationen zusammengeschlossen hatten.
Das IOC vergab 1972 Olympische Winterspiele nach Japan. Die umfangreiche Berichterstattung, die japanischen Erfolge und schließlich auch der bedeutende Wirtschaftsaufschwung im Land führten zu einem regelrechten „Ski-Boom“ in den 1980er Jahren, Skisport erreichte eine ungeheure Popularität.
Am 30. Mai 1973 bestätigte das japanische Ministerium für Erziehung die SAJ als Stiftung.
Sie beauftragte die SAJ zugleich mit der Ausrichtung des ersten Ski-Weltcups im Naeba Ski Resort, Präfektur Niigata. Diesem Weltcup folgte 1975 die zweite derartige Veranstaltung und dann weitere im Zweijahresrhythmus. Im Jahr 1977 organisierte die SAJ die erste japanische Jugend-Skimeisterschaft.
1981 gab es die erste japanische Freestyle-Meisterschaft in Shiga Kogen Sun Valley ski area (Präfektur Nagano). In den 1990er Jahren verbreitete sich weltweit das Snowboardfahren und die SAJ gliederte diese Sportart in ihren Verantwortungsbereich mit ein.
Die bekanntesten japanischen Skiressorts in den 2010er Jahren sind:
Hakuba, Hokkaido (Kiroro), Hoshino, Kyoto, Niseko, Nozawa, Nyoko, Osaka und Tokyo.

## Aufgaben
Die SAJ organisiert Veranstaltungen im Land sowohl für Leistungssportler als auch für „Jedermann“ und arbeitet eng mit den entsprechenden regionalen Organisationskomitees zusammen. Sie sucht auch Sponsoren und vereinbart Fernsehrechte. Darüber hinaus ist sie für die Verbindungen mit anderen nationalen Ski-Vereinigungen in aller Welt zuständig und für die stetige Weiterentwicklung des Skisports im Land.
Die Verantwortungsbereiche des SAJ erstrecken sich auf die Sportarten Skispringen, Nordische Kombination, Ski Alpin, Skilanglauf, Snowboarding, Skicross, Biathlon und Freestyle-Skiing.
Seit 1959 gibt die SAJ das Journal "SAJ ski test" heraus.
Die in allen Landesteilen inzwischen etablierten Ski-Schulen werden seit 1965 von der SAJ zertifiziert.
Der SAJ vergibt seit den 1990er Jahren jährlich den SAJ Snow Award an erfolgreiche Skisportler und Trainer.

## Organisationsstruktur

### Vorsitzende
- 1925–1936: Masatane Inada[2]
- 1936–1954: Saburō Kojima[2]
- 1954–1958: Katsuji Ogawa[2]
- 1958–1968: Hitoshi Kihara[2]
- 1968–1975: Ryūtarō Azuma[2]
- 1975–1986: Ban Motohiko[2][8]
- 1986–2004: Yoshiaki Tsutsumi[2]
- 2004–2010: Yoshirō Itō[2]
- 2010–2015: Yōichi Suzuki[2]
- seit Dezember 2015 Takahiro Kitano[9]

### Präfekturverbände/Mitglieder
Im Jahr 2017 werden die folgenden 10 nationalen Skiverbände mit ihren Zuständigkeitsbereichen als Mitglieder der SAJ angegeben.
| Name              | Sitz                         | wann gegründet   | Zugeordnete Regionen (Gründungsdatum in Klammern) | Websites |
| ----------------- | ---------------------------- | ---------------- | --- | --- |
| Hokkaidō          | Sapporo                      | 25. Sep. 1932    | Hokkaido | |
| Tōhoku            | - siehe die jeweilige Region | 1922–1933        | Aomori (November 1922); Iwate (6. Februar 1925), Akita (25. Mai 1928), Miyagi (10. November 1933), Yamagata (19. Dezember 1927), Fukushima (1932) | ski-yamagata.jp, saa.jp, ski-akita.com, saf-ski.jp, ski-miyagi.c.ooco.jp, |
| Nordkantō         | - siehe die jeweilige Region | 1930–1954        | Gunma (13. Mai 1930), Tochigi (13. Mai 1930), Saitama (2. Oktober 1936), Ibaraki (1. Oktober 1954) | ski-gunma.jp, ski-tochigi.ne.jp, sas.webcrow.jp, sports.geocities.jp |
| Südkantō          | - siehe die jeweilige Region | 1937–1960        | Tokyo (12. Mai 1937), Kanagawa (17. Februar 1939), Chiba (10. November 1960) | ski-tokyo.jp, sak.or.jp, sac-office.jp |
| Kōshin’etsu       | - siehe die jeweilige Region | 1931–1946        | Niigata (21. April 1931), Nagano (27. November 1932), Yamanashi (3. November 1946) | nsa.jpn.com, ski-nagano.org, sa-yamanashi.org |
| Tōkai-Hokuriku    | - siehe die jeweilige Region | 1921–1952        | Toyama (20. Dezember 1936), Ishikawa (11. Februar 1946), Fukui (28. Februar 1927), Gifu (1. November 1947), Aichi (9. Februar 1921), Shizuoka (8. Juni 1952), Mie (25. Mai 1950) | coralnet.or.jp, incl.ne.jp, ski-gifu.jp, ski-aichi.jp, sashizuoka.e-whs.tk, ski-mie.org |
| Kinki             | - siehe die jeweilige Region | 1932–1954        | Shiga (8. Dezember 1932), Kyoto (1. Mai 1932), Osaka (19. Dezember 1934), Hyogo (24. Dezember 1934), Nara (12. Januar 1954), Wakayama (November 1952) | saj-shiga.com, web.kyoto-inet.or.jp, ski-osaka.gr.jp, ski-hyogo.jp, ski-nara.lolipop.jp, www3.cypress.ne.jp |
| West              | - siehe die jeweilige Region | 1933–1987        | Okayama (17. Dezember 1933), Hiroshima (21. Februar 1934), Tottori (20. Dezember 1930), Shimane (25. November 1930), Yamaguchi (28. Oktober 1947), Kochi (8. Februar 1938), Ehime (1. Februar 1962), Kagawa (1. April 1960), Tokushima (1. April 1960), Fukuoka (30. November 1948), Kumamoto (23. Dezember 1962), Oita (1. Oktober 1968), Saga (20. Dezember 1974), Miyazaki (19. Januar 1978), Kagoshima , Okinawa (3. Dezember 1983), Nagasaki (1. August 1987) | ski-okayama.com, www5d.biglobe.ne.jp, skitottr.gr.jp, shimanesas.sakura.ne.jp, ski-yamaguchi.org, kochi-ski.jp, ski-ehime.com, ski-kagawa.jp, www1.quolia.ne.jp, fukuoka-ski.jp, ski-kumamoto.com, skioita.jp, skisaga.net, skisaga.net, -, skioki.com, sites.google.com |
| Gakuren (Schüler) | - siehe die jeweilige Region | April 1927       | All Japan Student Ski Federation | isj.gr.jp |
| Sonstige          |                              | 26. Februar 1951 | Nationwide Kotairen ski section | zen-koutairen.com |